# همسریاب
همسریاب (انگلیسی: The Matchmaker) یک فیلم کمدی به کارگردانی آملتو پالرمی است که در سال ۱۹۳۴ منتشر شد.

## بازیگران
- آنجلو موسکو
- رزینا آنسلمی
- لوئیزا گارلا
- کامیلو پیلوتو
- ماریا دنیس
- ماریا یاکوبینی